# Borren
Borren var tidligere en ø på ca. 104 tdr. land, men den er nu, efter inddæmningen af Kostervig, landfast med resten af Møn. Vandet pumpes væk via kanaler og pumpestationer. Navnet henviser, sammen med byen Borre, til en borg eller et fæstningsværk.
Borren har tidligere været hjemsted for en restaurant og et dansested som brændte ned. 